# Deposito locomotive di Milano Fiorenza
Il deposito locomotive di Milano Fiorenza è un impianto di manutenzione per veicoli ferroviari realizzato nella prima metà degli anni novanta, collocato in un'area estesa fra i comuni di Milano, Pero e Rho.

## Caratteristiche
Il deposito fu inizialmente destinato alla manutenzione a treno completo dei convogli destinati al servizio ferroviario regionale della Lombardia. Sorge su un'area complessiva di 450.000 m2, con 86.000 m2 di capannoni che ospitano le 3 officine. L'estensione di binari interna raggiunge i 33 km.
Entrato in funzione nel maggio 1996, l'impianto, definito allora "centro polifunzionale di Fiorenza" a connotarne la sua vocazione di ricovero/manutenzione per materiale ferroviario motore e rimorchiato, fu da principio destinato alla manutenzione corrente dei treni per servizi ad alta velocità (prevalentemente ETR 500), ospitando altresì uffici a disposizione dei costruttori di tali veicoli ferroviari, raggruppati nel Consorzio TREVI.

### Utilizzo attuale
Nel 2010, a seguito delle mutate esigenze dei servizi alta velocità di Trenitalia, proprietaria dell'impianto, lo stesso fu destinato ad accentrare quanto più possibile i servizi di manutenzione dei veicoli ferroviari impegnati nel servizio regionale, scopo per cui il centro era stato concepito.
In occasione della costituzione di Trenord, l'impianto di Milano Fiorenza fu conferito a quest'ultima società di cui rappresenta l'impianto di manutenzione di maggiori dimensioni. Proprio il passaggio a Trenord ha consentito, in virtù dei corrispettivi messi a disposizione dalla Regione Lombardia, di avviare un terzo turno di servizio, operato in orario notturno, con ciò ottimizzando le lavorazioni rispetto alle esigenze del servizio e consentendo di avviare una serie di programmi di riadeguamento del materiale proveniente dal ramo ex Trenitalia rispetto a maggiori standard di affidabilità. Attualmente l'impianto risulta attivo 24 ore al giorno, festivi compresi.
Secondo cifre fornite dalla stessa Trenord, che lo definisce "il deposito/officina ferroviario più grande d'Italia", nel corso del 2012 operavano a Milano Fiorenza
340 addetti con una capacità di manutenzione/pulizia di 140 treni completi settimana.
L'attività di manutenzione sui veicoli è svolta in tre strutture distinte: il capannone 1 e 2 sono destinati principalmente alla manutenzione di 1º livello a treno completo, mentre il capannone 3 è destinato principalmente alla manutenzione di 2º livello e straordinaria.
Un singolare intervento di riqualificazione dell'area è stato attuato fra il 2012 ed il 2013 in collaborazione con l'ERSAF, Ente Regionale per i Servizi all'Agricoltura e alle Foreste, che ha provveduto alla progettazione, ed esecuzione di lavori consistenti nella bonifica di alcune zone dell'area su cui sorge il deposito ed alla piantumazione nella stessa di circa 4000 fra piante e arbusti di 22 diverse specie autoctone, attuando di fatto una forestazione di 7 ettari di terreno.